# قائمة بحيرات هولندا
هذه قائمة بحيرات هولندا.

## بحيرات
- إيم مير (Eemmeer)
- خوي مير (Gooimeer)
- Lake Grevelingen (Grevelingenmeer)
- بحيرة آيسل (IJsselmeer)، وتشمل ماركرمير (Markermeer)
- Lake Ketel (Ketelmeer)
- لاويرسمير (Lauwersmeer)
- Lake of Naarden (Naardermeer)
- Lake of Sloten (Slotermeer)
- Lake of Veere (Veersemeer)
- فيلوامير (Veluwemeer)
- Zuidladermeer